# Leif Aune
Leif Jørgen Aune (* 7. Juni 1925 in Bodø; † 20. Juli 2019 in Fredrikstad) war ein norwegischer Politiker der Arbeiderpartiet (Ap), der sich vor allem mit der Distriktspolitik beschäftigte. Er war von Oktober 1973 bis Januar 1978 der Kommunal- und Arbeitsminister seines Landes.

## Leben
Aune wuchs in Bodø auf schloss im Jahr 1951 sein Wirtschaftsstudium ab. Von 1951 bis 1954 war er als Sekretär im Büro für Umgebungsplanung in Nordland tätig. Danach arbeitete er bis 1961 als Berater im Nordnorwegen-Fonds, bevor er bis zum Jahr 1970 als Unterdirektor beim Distriktenes utbyggingsfond (DU), einer staatlich finanzierten Entwicklungsbank, tätig war. Ab 1970 war er sogenannter Finansrådmann der Stadt Tromsø, also der für die Finanzen der Stadt zuständige Beamte.
Am 19. März 1971 wurde Aune Staatssekretär im Kommunal- und Arbeitsministerium. Er behielt den Posten bis zum 18. Oktober 1972. Ab dem 16. Oktober 1973 diente er der Kommunal- und Arbeitsminister Norwegens, was er sowohl in der Regierung Bratteli II wie auch in der darauffolgenden Regierung Nordli bis zum 11. Januar 1978 war.
Anschließend arbeitete er bis 1990 wieder beim DU, nun allerdings als Verwaltungschef. Im Jahr 1990 erhielt er die Auszeichnung als Ritter erster Klasse des Sankt-Olav-Orden.